# Movimento da Juventude Palestina
O Movimento da Juventude Palestina (PYM na silga em inglês) é uma organização pró-palestina, anti-sionista, socialista e anti-imperialista com filiais na América do Norte e na Europa. O grupo participou de ações políticas com o Partido para o Socialismo e Libertação (PSL), um partido comunista nos Estados Unidos, e a Coalizão ANSWER. É composto principalmente por jovens palestinos e árabes no geral.
De acordo com o Giving Compass, um site que fornece informações sobre organizações sem fins lucrativos para possíveis doadores, o Movimento da Juventude Palestina foi fundado em 1982.
O MJP participou dos protestos nos Estados Unidos contra a guerra entre Israel e o Hamas, incluindo a ocupação da Universidade de Columbia em 2024 e o protesto de julho de 2024 em Washington DC ao lado de vários outros grupos, e adotou uma abordagem comparada à do grupo anti-sionista de Nova York, Within Our Lifetime (WOL), ao se recusar a trabalhar dentro do Partido Democrata.
Notavelmente, em 2024, o MJP participou da criação da primeira tradução em inglês do romance A Trindade dos Fundamentos, de Wisam Rafeedie, que discute a Resistência Palestina com o Dr. Muhammad Tutunji. Rafeedie é membro da FPLP e um ex-prisioneiro palestino que foi mantido em Israel.